# William Walsh (Erzbischof)

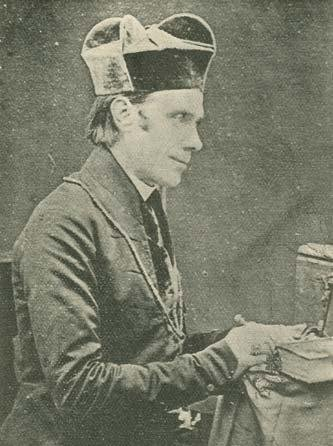
Erzbischof William Walsh

William Walsh (* 7. November 1804 in Waterford, Irland; † 10. August 1858 in Halifax, Nova Scotia) war ein irischer römisch-katholischer Geistlicher und Erzbischof von Halifax.

## Leben
William Walsh empfing 1828 das Sakrament der Priesterweihe.
Am 15. Februar 1842 wurde er zum Titularbischof von Maximianopolis in Palaestina und zum Koadjutorbischof von Halifax ernannt. Die Bischofsweihe spendete ihm am 1. Mai desselben Jahres in Dublin der Erzbischof von Dublin, Daniel Murray; Mitkonsekratoren waren der Bischof von Kildare und Leighlin, Francis Haly, und der Bischof von Waterford und Lismore, Nicholas Foran.
Mit der Ernennung von William Fraser zum Bischof von Arichat am 27. September 1844 folgte William Walsh ihm als Bischof von Halifax nach. Mit der Erhebung des Bistums Halifax zum Erzbistum Halifax am 4. Mai 1852 wurde William Walsh zum Erzbischof von Halifax. Dieses Amt bekleidete er bis zu seinem Tod am 10. August 1858.